# 아이카와 민와
아이카와 민와(合川 珉和, 생몰년 미상)는 에도 시대의 교토의 우키요에 화가이다.

## 내력
간쿠(岸駒)의 제자로 불린다. 성은 아이카와(合川) 이름은 히데나리(秀成). 호는 민와(珉和), 세쓰잔(雪山), 아이카와테이(合川亭), 고진(子陳). 작화 기에는 분카에서 분세이 때에 걸쳐서, 요미혼, 곳케이본, 교카본, 에데혼, 교훈서 등 판본의 삽화를 많이 작업하고 있다.

## 작품
- 『모노구사 다로(物草太郎)』 ※요미혼, 분카 4년(1807년) 간행. 세이슈 산진(西洲散人) 작
- 『아리마후데(ありま筆)』 ※곳케이본, 분카 8년(1811년) 간행. 年々房来里 작
- 『고린 화식(光琳画式)』 ※에데혼, 분카 15년(1818년) 간행.
- 『편액 궤범(扁額軌範)』　※2편, 분세이 4년(1821년) 서문. 하야미 슌교사이(速水春暁斎) 엮음, 민와 • 기타카와 하루나리(北川春成) 축도

## 참고 문헌
- 일본 우키요에 협회 엮음 『원색 우키요에 대백과사전(原色浮世絵大百科事典)』(제2권) 다이슈칸쇼텐(大修館書店), 1982년